# Farid Belkahia
Farid Belkahia (* 15. November 1934 in Marrakesch; † 25. September 2014 ebenda) war ein marokkanischer Maler, Zeichner und Bildhauer, der für seine Gemälde, Metallplastiken und Lederarbeiten berühmt war. Von 1962 bis 1974 war er Direktor der Hochschule der Schönen Künste von Casablanca. Er gilt als Bildungsreformer in Marokko, Vater der Modernen Kunst in den Maghreb-Staaten und Vorreiter der modernen Arabischen Kunst.

## Herkunft und Ausbildung
Belkahia wurde 1934 als Sohn von M’Hamed Belkahia in eine kleinbürgerliche marokkanische Familie hineingeboren. Sein Vater betrieb zunächst ein florierendes Parfüm-Geschäft, bevor er Angestellter bei der französischen Zivilkontrollbehörde wurde, da er als einer der wenigen Einheimischen die französische Sprache beherrschte. Er war zudem sehr kunstaffin, sammelte arabische und Berber-Teppiche und umgab sich mit französischsprachigen, europäischen Künstlern, die vor der Schreckensherrschaft der Nationalsozialisten nach Marrakesch geflohen waren. Zu den ständigen Gästen in seinem Haus gehörten die Maler Olek Tesler (1900–1952) aus Polen, die Französin Jeannine Guillou (1909–1946) und ab 1937 auch deren späterer Ehemann Nicolas de Staël. So entwickelte Farid Belkahia schon früh eine Nähe zur Kunst und Malerei, mit der er selbst mit 15 Jahren begann.
Belkahia besuchte zunächst 1945 die französischsprachige Schule in El Jadida und dann ab 1950 das Gymnasium Mangin in Marrakesch. Nach seinem Schulabschluss 1954 ging er nach Paris und besuchte die Académie des Beaux-Arts von 1955 bis 1959. Nach einem kurzen Aufenthalt in der Klasse von Maurice Brianchon (1899–1979) wechselte er zu Raymond Legueult (1898–1971). In dieser Zeit versuchte er sich zunächst an Zeichnungen und der Ölmalerei und nahm an internationalen Ausstellungen teil, wie z. B. 1955 an den Weltfestspielen der Jugend und Studenten in Warschau, anlässlich derer er auch das KZ Auschwitz besuchte, und 1956 mit drei Gemälden am VIII. Salon d'Hiver in Marrakesch. Es folgten Biennalen in Alexandria (1956–1961), die Biennalen in Paris (1957–1961) und in Washington (1958). Er verkehrte auch im Hause von François Mauriac, in Kreisen der Avantgarde von Paris, wo er u. a. César Baldaccini, Salvador Dalí und Max Ernst kennenlernte.
1958 verkaufte er seine Wohnung in Paris und unternahm auf der Suche nach seiner arabischen Herkunft von Venedig aus eine längere Reise in den Orient, die ihn über Kairo, Damaskus und Bagdad auch nach Jerusalem führte. 1959 zog er nach Prag, wo bis 1961 am Theaterinstitut Szenografie studierte. Dort lernt er Louis Aragon, dessen Ehefrau Elsa Triolet sowie Pablo Neruda und Ravi Shankar kennen. 1959 nahm er am X. Salon d’Hiver mit fünf Bildern teil, zu denen ihn seine Orient-Reise inspiriert hatte.
1961 heiratete er die Tschechin Alena Novotna.

## Direktor der Hochschule der Schönen Künste in Casablanca
1962 kehrte er mit seiner Frau nach Marokko zurück und wurde Direktor der Hochschule der Schönen Künste in Casablanca. Er holte mit Mohammed Melehi (1936–2020) und Mohamed Chabâa (1935–2013) die Gründer der Gruppe Casablanca an die Hochschule und reformierte die akademische Lehre mittels einzigartiger Experimentierfreude und multidisziplinärer Studien.
1964 bereiste er den Senegal, die Elfenbeinküste, Benin, Niger, Nigeria und Mali. Während eines Italien-Aufenthaltes 1965 befreundete er sich mit Enrico Castellani, Jannis Kounellis und Giovanni Bonalumi.
Von 1965 bis 1969 engagierte er sich beim Aufbau der Maghreb Art, einer Ausstellung, die die Logik der westlichen Malerei-Ausstellungen ablehnte und sich als pädagogisches Werkzeug zur Dokumentation und zur Eröffnung eines Dialogs zwischen der Öffentlichkeit und Kunsthochschule verstand. Von 1966 an war er zusammen mit Chabâa und Melehi an der Veröffentlichung des Avantgarde-Magazins Souffles (Atemzüge) beteiligt, welches sich dem Austausch von Dichtung und Malerei widmet. Aus dieser Zusammenarbeit entstand 1967 mit „Atlantes“ der erste marokkanische Verlag unabhängiger Dichter, der von Abdellatif Laabi geleitet wurde.
1968 bereiste Belkahia Ghana und die Vereinigten Staaten und organisierte 1969 zusammen mit der Gruppe Casablanca die öffentliche Ausstellung „Présence plastique“ auf dem Platz Djemaa el Fna in Marrakesch. Im selben Jahr bereiste er Mexiko und Peru, wo er Ähnlichkeiten der Inka-Kultur mit den Berbern des Mittleren Atlas-Gebirges feststellte, die in seine Arbeit einflossen.
Ab 1969 wurde allerdings das Magazin Souffles-Anfâs immer mehr zu einem Forum für die marxistisch-leninistische Bewegung, weshalb sich Belkahia von seinen Kollegen Melehi und Chabâa distanzierte. Nach dem Putschversuch von Skhirat gegen König Hassan II. 1971 kam es zum Verbot des Magazins und 1972 zur Verhaftung Laabis und weiterer Freunde Belkahias, die 1973 teilweise zu langjährigen Haftstrafen verurteilt wurden. Trotz seiner Distanzierung trat Anfang 1974 dann auch Belkahia auf politischen Druck als Direktor der Hochschule zurück und fühlte sich dabei „wie in Trauer, aber frei“.

## Arbeit als freischaffender Künstler
Nach seinem Rücktritt ging er nach Portugal, wo er während der Nelkenrevolution eine Werkstatt in Lissabon gemietet hatte, um bei seinem Freund, dem Graveur David de Almeida (1945–2014), dessen Handwerkstechnik zu erlernen. Er kehrte jedoch noch im selben Jahr nach Casablanca zurück und arbeitete als freischaffender Künstler ohne feste Anstellung. Er unterstützte weiter das bereits 1971 gegründete Magazin Intégral als Nachfolger von Souffles, welches der Weiterführung und der Erweiterung der ursprünglich eingebrachten Praxis an der Hochschule der Schönen Künste in Casablanca diente. 1974 ist er mit anderen Mitgliedern der Casablanca-Gruppe auf der ersten Arabischen Biennale in Bagdad vertreten. Als 1976 die Arabische Biennale in Palästina ausgerichtet werden sollte, Palästina dazu aber nicht in der Lage war, sprangen Belkahia und andere marokkanische Künstler ein, um sie im Namen Palästinas in Marokko durchzuführen. Als dann aber das Kultusministerium die Durchführung übernahm, verweigerte Belkahia die Teilnahme und zog seine Werke zurück. 1977 besuchte er die Karibischen Inseln, St. Vincent und die Grenadinen, Martinique und Guadeloupe sowie Haiti.
1981 legte Belkahia erstmals Untersuchungen über die Entstehungen des Malhun vor, einer melodischen Lyrik aus dem urbanen Handwerksmilieu.
In den 1980er-Jahren konnte Belkahia sein internationales Renommee in der westlichen Welt steigern. So war er u. a. auf Wettbewerben und Ausstellungen in Kanada (1981), Frankreich (Le Havre, 1986) und Belgien (Brüssel, 1988) vertreten. 1985 gab es in Casablance eine Ausstellung, die sich seinen Zeichnungen aus 25 Jahren als Künstler widmete.
1990 heiratete er in zweiter Ehe Raje Benchemsi und zog mit ihr zurück nach Marrakesch, wo er sich in seinem Anwesen ein großes Atelier einrichtete. 1993 wurde seine Tochter Fanou geboren, die er nach einer almoravidischen Krieger-Prinzessin benannt hat.

## Internationaler Durchbruch
In den 1990er-Jahren gelang ihm endgültig der internationale Durchbruch. 1994 wurde er zum Kurator der Ausstellung „Recontres africaines“ (Afrikanische Begegnungen) des Institut du monde arabe (IMA) in Paris berufen. Auf Einladung von Jassir Arafat und Schimon Peres besuchte er im selben Jahr mit einer Delegation arabischer Künstler Israel. 1995 war er auf der Ausstellung der Darat al-Funun-Foundation in Amman, vertrat die arabische Welt als einziger Künstler bei der Ausstellung anlässlich des 50-jährigen Bestehens der Vereinten Nationen in Genf und stellte bei der Tate Gallery in Liverpool aus.
1997 nahm er auf Einladung von Adelina von Fürstenberg im Medersa Ben Youssef in Marrakesch zusammen mit internationalen Künstlern wie Sol LeWitt und Anish Kapoor an der Ausstellung „Meditation“ teil und war 1998 auf Ausstellungen in Tokio, Brüssel und Paris vertreten. 1999 folgten Ausstellungen in Nizza, Paris und Istanbul. 2005 erhielt er auf der Ausstellung „Drift der Kontinente“ im IMA in Paris einen eigenen, in Schwarz gehaltenen Raum für seine Exponate, der eine Hommage an den arabischen Kartographen Al-Idrisi darstellte und in dem er die koloniale Gewaltherrschaft thematisierte. 2007 stellte er im British Museum und in Tunis aus sowie 2008 in São Paulo und Linz.
Für die Eröffnung des Arabischen Museums für moderne Kunst in Katar 2011 schuf er für die Skulptur Die Türen der Unendlichkeit, die in einem für ihn reservierten Raum platziert wurde.
Nach seinem Tod am 25. September 2014 wurde die Stiftung „Farid Belkahia“ gegründet, die u. a. 2014 sein Wohnhaus und Atelier zu einem Museum umwandelten.

## Stil und Œuvre
Zunächst dem Expressionismus zugewandt, wurde er in seiner Zeit an der Académie des Beaux-Arts als Schüler von Brianchon und Legueuilt mit der Kunst der französischen Gruppe „Maler der poetischen Wirklichkeit“ („Realité Poétique“) konfrontiert, die sich als Gegenbewegung zu Kubismus und Abstrakter Malerei verstand. Er fühlte sich jedoch durch diese Kunst eher beengt. Inspiration fand er in den Werken von Paul Klee und dessen Tunisreise 1914. In Paris wurden ihm die Unterschiede zwischen der westlichen und der arabischen Kunst bewusst, deren Wurzeln er 1958 bei seiner Orient-Reise nachspürte. Seit seiner Rückkehr nach Marokko als Direktor der Hochschule der Schönen Künste in Casablanca 1962 versuchte er seine Kunst losgelöst von europäischen Einflüssen zu entwickeln, indem er lokale Bildtraditionen und marokkanische Volkskunst in sein Werk einfließen ließ. Dazu gehörte auch die Verwendung einheimischer Materialien, so dass er auf Ölfarben und Leinwand verzichtete und stattdessen u. a. mit Henna, Safran und Leder sowie mit Kupfer arbeitete. Er suchte so auch die Trennung von Handwerk und Kunst zu überwinden. In seinen Darstellungen griff er des Öfteren auf die Kunst der Berber und ihre Schriftzeichen zurück, wie auch auf die arabische Sprache und schuf so einen bis dahin einzigartigen Kunststil. In den 1960er Jahren schuf er Plastiken aus Kupfer, das er über Holz spannte und mit dem Hammer bearbeitete oder es faltete, welche Berber-Symbole und Stammesmasken zeigten. Später arbeitete er mit Leder, welches er ebenfalls auf Holz zur Bearbeitung spannte und mit Henna bemalte, welches er selbst in traditionellem Verfahren herstellte und durch Beimischungen von u. a. Safran, anderer Gewürze, Tee und Mineralien im Farbton veränderte. 1980 schuf er auf diese Weise die mit Main betitelte Darstellung einer Hand in unterschiedlichen Formaten und naturnahen Farben. Als aufgemalte Symbole übernahm Belkahia Buchstaben der Tifinagh-Schrift der Tuareg, auf deren Unterdrückung und Diskriminierung in Marokko er auf diese Art aufmerksam machte. Die Entkolonialisierung Afrikas und seiner Völker durch Herausarbeitung eigener kultureller Identität findet sich als wiederkehrendes Motiv in seinen Werken. Zahlreiche Ausstellungen seit seinem Tod zeigen, dass dieser, von ihm ausgelöste Blick auf die Einzigartigkeiten afrikanischer Kulturen inzwischen auch in die westliche Welt Einzug gehalten hat.

## Ausstellungen
- 1953 - V. Salon d'Hiver du Maroc , Marrakesch

- 1955 - Salon d’Automne, Gallery Gallieni, Casablanca

- 1956 - VIII. Salon d'Hiver du Maroc, Marrakesch

- 1956 - Biennale, Alexandria

- 1957 - Biennale, Paris

- 1957 - Tunis

- 1958 - Biennale, Alexandria

- 1959 - 1. junge Biennale, Paris

- 1959 - X. Salon d'Hiver du Maroc, Marrakesch (5 Bilder)

- 1959 - Exhibiton of Arab painting, Washington D.C.

- 1960 - Biennale, Alexandria

- 1961 - Biennale, Paris

- 1963 - 2000 Jahre der Kunst in Marokko, Ausstellung der Charpentier Gallery, Marrakesch

- 1964 - Terres des Hommes, International Festival, Montreal

- 1966 - Gruppe Casablanca, Hall du Théatre Mohammed V, Rabat

- 1967 - Panafrican Festival, Algier

- 1967 - Municipal Gallery, Casablanca

- 1969 - Exposition Manifeste, Place du 16 Novembre, Casablanca

- 1969 - Exposition Manifeste, Djemaa al-Fna, Marrakesch

- 1972 - Paly Group International, New York City

- 1973 - Les Peintres Maghrébin, Algerien

- 1974 - First arab Biennial, Bagdad

- 1978 - Iraqi Cultural Center, London

- 1980 - Salon de Mai, Paris

- 1981 - Nadar Gallery, Casablanca

- 1985 - Twenty-Five Years of Drawing, Alif Ba Gallery, Casablanca

- 1985 - Présences Artistiques du Maroc, Maison de la Culture, Grenoble

- 1987 - Biennale São Paulo

- 1988 - Peinture Contemporaine Marocaine, Brüssel

- 1991 - Quatre peintres du Maroc, Institut du Monde Arabe, Paris

- 1992 - Al Manar Gallery, Casablanca

- 1993 - Painters of the Maghreb, Wanderausstellung, Spanien

- 1994 - Rencontres Africaines, Institut du Monde Arabe, Paris

- 1995 - Vital: Three Contemporary African Artists, Tate Liverpool, Liverpool

- 1995 - Haus der Kulturen der Welt, Berlin

- 1995 - 50 Jahre Vereinte Nationen, Genf

- 1997 - Modernity and Memories, Biennale Venedig

- 1997 - Méditations, Medresa Ben Youssef, Marrakesch

- 1998 - African Artists, Tobu Museum, Tokio

- 1998 - Mediterranea, Musée d’Hotel de Ville, Brüssel

- 1998 - Autour du Foot, Galerie Enrico Navarra, Paris

- 2000 - Biennale Lyon

- 2001 - Journey through the Contemporary Arts of the Arab World - The MAGHREB: Tunisia, Algeria and Morocco, Darat Al Funun, Amman

- 2002 - Musée de Marrakech, Marrakesch

- 2005 - La Dérive des Continents, Institut du Monde Arabe, Paris

- 2006 - Word Into Art, The British Museum, London

- 2007 - Art inspired by poetry, Darat Al Funun, Amman

- 2008 - Morocco, Fundacao Armando Alvares Penteado, São Paulo

- 2008 - Lentos Museum, Linz

- 2010 - Interventions, Mathaf: Arab Museum of Modern Art, Doha

- 2012 - Lentos Museum, Linz

- 2012 - Dessins, Galerie L’Atelier 21, Casablanca

- 2012 - Le Corps découvert, Institut du Monde Arabe, Paris

- 2013 - Modernités Plurielles, Centre Pompidou, Paris

- 2013 - Tajreed- a Selection of Arab Abstract Art1908 – 1960, Contemporary Art Platform Kuwait City

- 2013 - Paintings, Sculptures & Projects Garden, Mathaf: Arab Museum of Modern Art, Doha

- 2014 - 1914-2014 One Hundred Years of Creation, Musée Mohammed VI d’Art Moderne et Contemporain, Rabat

- 2014 - Le Maroc Contemporain, Institut du Monde Arabe, Paris

- 2014 - Sky Over The East, Emirates Palace, Abu Dhabi

- 2014 - Mathaf Collection Summery, Part 1, Mathaf: Arab Museum of Modern Art, Doha

- 2015 - Focus: Works from Mathaf Collection, Mathaf: Arab Museum of Modern Art, Doha

- 2015 - Modern Arab Masterpieces, Espace Claude Lemand, Paris

- 2016 - The Sea Suspended, Tehran Museum of Contemporary Art, Tehran

- 2016 - Beloved Bodies, Barjeel Art Foundation, Sharjah

- 2016 - Yesterday is tomorrow's memory: a group show of works from North Africa, Al Marsa Gallery, Al Serkal Avenue, Dubai

- 2016 - Focus: Works from Mathaf Collection, Vol. 2 Mathaf: Arab Museum of Modern Art, Doha

- 2017 - Beloved Bodies II, Barjeel Art Foundation, Sharjah

- 2017 - E-Mois, Autobiography of a Collection, Museum of African and Contemporary Art, Marrakesch

- 2017 - Mathaf Collection Summary, Part 2, Mathaf: Arab Museum of Modern Art, Doha

- 2017 - Around The World Through Tondos, Galerie Claude Lemand, Paris

- 2018 - A Century in Flux, Sharjah Art Museum, Sharjah

- 2018 - Revolution Generations, Mathaf: Arab Museum of Modern Art, Doha

- 2019 - Prête-moi ton rêve, Villa d’Anfa, Casablanca

- 2020 - Taking Shape: Abstraction from the Arab World, 1950–1980s, Grey Art Gallery, New York

- 2020 - Maroc: Une Identité Moderne, Institut du Monde Arabe, Tourcoing

## Einzelausstellungen (Auswahl)
- 1954 - Hotel La Mamounia, Marrakesch

- 1958 - Nationalgalerie, Damaskus

- 1962 - Galerie Bab Rouah, Rabat

- 1965 - Municipal Gallery, Casablanca

- 1971 - Galerie L’Atelier, Rabat

- 1972 - Galerie Design Steel, Paris

- 1974 - Galerie Structure BS, Rabat

- 1976 - Wanderausstellung, Rabat, Fes, Meknes

- 1979 - Kulturmuseun, Asilah

- 1979 - Documenta Gallery, Kopenhagen

- 1979 - Spanish Cultural Center, Fes

- 1980 - Galerie Faris, Paris

- 1980 - Fondation Joan Miro, Barcelona

- 1985 - Batha Museum, Fes

- 1986 - Maison des Cultures, Le Havre

- 1990 - Galerie Erval, Paris

- 1993 - Al Manar Gallery, Casablanca

- 1995 - Darat al Funun, Amman

- 1996 - Galerie Motier, Genf

- 1996 - Procession, Galerie Climat, Paris

- 1997 - Al Manar Gallery, Casablanca

- 1998 - Galerie Delacroix, Tanger

- 1999 - Musée d'Art Moderne et d'Art Contemporain, Nizza

- 1999 - Palais de la Porte Dorée, Paris

- 1999 - Musée des Arts d’Afrique et d’Océanie, Paris

- 2001 - Marrakesh Museum, Marrakesch

- 2004 - La tradition est le futur de l'homme, Matisse Art Gallery, Marrakesch

- 2005 - La dérive des continents, Institut du Monde Arabe, Paris

- 2005 - La dérive des continents, Bab Rouah Gallery, Rabat

- 2007 - Galerie Le Violon Bleu, Tunis

- 2008 - Matisse Art Gallery, Marrakesch

- 2008 - Exhibition of Drawings, Dar Cherifa, Marrakesch

- 2010 - Galerie Delacroix, Tanger

- 2011 - Galerie Venise Cadre, Casablanca

- 2011 - Mathaf Contemporary Art Museum, Doha

- 2013 - L’Atelier de Farid Belkahia, Galerie L’Atelier 21, Casablanca

- 2016 - L’Arbre à Palabres, Farid Belkahia Foundation, Marrakesch

- 2016 - Aube, Mathaf: Arab Museum of Modern Art, Doha

- 2017 - L’Entre-monde ou la symbolique de l’arbre chez Farid Belkahia, Farid Belkahia Foundation, Marrakesch

- 2018 - Farid Belkahia et l’Ecole des Beaux-Arts de Casablanca 1962–1974 , Farid Belkahia Foundation, Marrakesh

- 2019 - Belkahia Contemporain, Espace Artorium, Casablanca

- 2019 - Hommage à la flèche, Farid Belkahia Foundation, Marrakesch

- 2021 - Centre Georges Pompidou, Paris

- 2021 - Contemporary African Art from the permanent collection of the Jordan National Gallery of Fine Arts, The Jordan National Gallery of Fine Arts, Amman

## Sammlungen
- The British Museum, London
- Tate Modern, London
- Centre Pompidou, Paris
- Institut du Monde Arabe, Paris
- Stiftung Banco Santander, Madrid
- Mathaf: Arab Museum of Modern Art, Doha
- Ramzi and Saeda Dalloul Art Foundation, Beirut
- The Khaled Shoman Collection, Darat Al Funun, Amman
- Jordan National Gallery of Fine Arts, Amman
- Barjeel Art Foundation, Sharjah
- Musée Mohammed VI d’Art Moderne et Contemporain, Rabat
- Museum of African and Contemporary Art, Marrakesch